# Christophe de Beaumont
Christophe de Beaumont du Repaire, vévoda ze Saint-Cloud (26. července 1703 Meyrals – 12. prosince 1781) byl francouzský římskokatolický kněz, biskup v Bayonne (1741–1745), arcibiskup ve Vienne (1745–1746) a arcibiskup pařížský (1746–1781).

## Život
Christophe de Beaumont byl vysvěcen na kněze dne 19. června 1734. Dne 20. srpna 1741 byl jmenován biskupem v Bayonne a do úřadu nastoupil 24. prosince. V roce 1745 se stal arcibiskupem ve Vienne a o rok později arcibiskupem v Paříži, kde setrval až do svém smrti v roce 1781.
Je znám pro svůj odpor k jansenismu: aby donutil přijmout bulu Unigenitus, která odsoudila jeho doktrínu, nařídil kněžím své diecéze odmítnout rozhřešení a náboženský pohřeb těm, kteří by chodili ke zpovědi k jansenitskému knězi.
Zatímco ostatní biskupové ho podporovali, Pařížský parlament mu pohrozil zabavením majetku. Král zakázal parlamentu zasahovat do těchto duchovních záležitostí, a když neuposlechl, 18. září 1753 jej rozpustil. Ale protože královská komora, která nahradila parlament, nebyla schopna pokračovat v řádném vykonávání spravedlnosti, musel jej král zase obnovit, zatímco arcibiskup odešel v srpnu 1754 do exilu. Odmítl přenést pravomoci svého úřadu na koadjutora a také nabídku na získání kardinálského klobouku. Povolil královské dceři Luise Marii aby vstoupila kláštera bosých karmelitek.
Pokračoval v útoku proti jansenistům a publikoval dopis ve formě příkazu, ve kterém odsoudil Rousseauovo dílo Émile ou De l'éducation (Emil aneb o výchově). Filozof odpověděl v roce 1763 textem Lettre à M. de Beaumont (Dopis M. de Beaumontovi), kde tvrdil, že svoboda jednání v náboženských záležitostech má k náboženství blíže, než pokusy o vnucení víry násilím (např. pomocí dragonád).